# Ljig
Ljig (Servisch: Љиг) is een gemeente in het Servische district Kolubara.
Ljig telt 14.629 inwoners (2002). De oppervlakte bedraagt 279 km², de bevolkingsdichtheid is 52,4 inwoners per km².

## Plaatsen in de gemeente
| - Ba - Babajić - Belanovica - Bošnjanović - Brančić - Veliševac - Gukoš - Dići - Donji Banjani | - Živkovci - Ivanovci - Jajčić - Kadina Luka - Kalanjevci - Kozelj - Lalinci - Latković - Liplje | - Ljig - Milavac - Moravci - Paležnica - Poljanice - Slavkovica - Cvetanovac - Štavica - Šutci |